# إيبن الكسندر
إيبن الكسندر (بالإنجليزية: Eben Alexander)‏ هو دبلوماسي أمريكي، ولد في 9 مارس 1851 في نوكسفيل في الولايات المتحدة، وتوفي في 11 مارس 1910 في تشابل هيل في الولايات المتحدة.